# Cosmopterix
Genre
Cosmopterix est un genre de lépidoptères (papillons) de la famille des Cosmopterigidae.

## Liste des espèces
- Cosmopterix abnormalis Walsingham, 1897
- Cosmopterix aculeata Meyrick, 1909
- Cosmopterix acutivalva Kuroko, 1987
- Cosmopterix adrastea Koster, 2010
- Cosmopterix albicaudis Meyrick, 1932
- Cosmopterix amalthea Koster, 2010
- Cosmopterix anadoxa Meyrick, 1909
- Cosmopterix ananke Koster, 2010
- Cosmopterix ancalodes Meyrick, 1909
- Cosmopterix ancistraea Meyrick, 1913
- Cosmopterix angoonae Kuroko, 1987
- Cosmopterix antichorda Meyrick, 1909
- Cosmopterix aphranassa Meyrick, 1926
- Cosmopterix argentifera Koster, 2010
- Cosmopterix argentitegulella Sinev, 1985
- Cosmopterix artemidora Meyrick, 1909
- Cosmopterix artifica Meyrick, 1909
- Cosmopterix asiatica Stainton, 1859
- Cosmopterix asignella Sinev, 1988
- Cosmopterix astrapias Walsingham, 1909
- Cosmopterix asymmetrella Sinev, 1993
- Cosmopterix athesiae Huemer & Koster, 2006
- Cosmopterix attenuatella (Walker, 1864)
- Cosmopterix aurella Bradley, 1959
- Cosmopterix aurotegulae Koster, 2010
- Cosmopterix bacata Hodges, 1962
- Cosmopterix bactrophora Meyrick, 1908
- Cosmopterix baihashanella Kuroko & Y.Q. Liu, 2005
- Cosmopterix bambusae Meyrick, 1917
- Cosmopterix basilisca Meyrick, 1909
- Cosmopterix beckeri Koster, 2010
- Cosmopterix belonacma Meyrick, 1909
- Cosmopterix bichromella Sinev & Park, 1994
- Cosmopterix bifidiguttata Kuroko & Y.Q. Liu, 2005
- Cosmopterix brachyclina Meyrick, 1933
- Cosmopterix brevicaudella Kuroko & Y.Q. Liu, 2005
- Cosmopterix callichalca Meyrick, 1922
- Cosmopterix callinympha Meyrick, 1913
- Cosmopterix calliochra (Turner, 1926)
- Cosmopterix callisto Koster, 2010
- Cosmopterix calypso Meyrick, 1919
- Cosmopterix carpo Koster, 2010
- Cosmopterix catharacma Meyrick, 1909
- Cosmopterix ceriocosma (Meyrick, 1934)
- Cosmopterix chalcelata (Turner, 1923)
- Cosmopterix chaldene Koster, 2010
- Cosmopterix chalupae Koster, 2010
- Cosmopterix chalybaeella Walsingham, 1889
- Cosmopterix chasanica Sinev, 1985
- Cosmopterix chisosensis Hodges, 1978
- Cosmopterix chlorochalca (Meyrick, 1915)
- Cosmopterix chrysobela Meyrick, 1928
- Cosmopterix chrysocrates Meyrick, 1919
- Cosmopterix circe Meyrick, 1921
- Cosmopterix citrinopa Meyrick, 1915
- Cosmopterix clandestinella Busck, 1906
- Cosmopterix clemensella Stainton, 1860
- Cosmopterix cleophanes Meyrick, 1937
- Cosmopterix cognita Walsingham, 1891
- Cosmopterix complicata Kuroko, 1987
- Cosmopterix coryphaea Walsingham, 1908
- Cosmopterix crassicervicella Chretien, 1896
- Cosmopterix cyclopaea Meyrick, 1909
- Cosmopterix dacryodes Meyrick, 1910
- Cosmopterix damnosa Hodges, 1962
- Cosmopterix dapifera Hodges, 1962
- Cosmopterix delicatella Walsingham, 1889
- Cosmopterix diandra Clarke, 1986
- Cosmopterix diaphora Walsingham, 1909
- Cosmopterix diplozona Meyrick, 1921
- Cosmopterix dulcivora Meyrick, 1919
- Cosmopterix ebriola Hodges, 1962
- Cosmopterix emmolybda Meyrick, 1914
- Cosmopterix epismaragda Meyrick, 1932
- Cosmopterix epizona (Meyrick, 1897)
- Cosmopterix erasmia Meyrick, 1915
- Cosmopterix erethista Meyrick, 1909
- Cosmopterix erinome Koster, 2010
- Cosmopterix ermolaevi Sinev, 1985
- Cosmopterix etmylaurae Koster, 2010
- Cosmopterix euanthe Koster, 2010
- Cosmopterix eukelade Koster, 2010
- Cosmopterix euporie Koster, 2010
- Cosmopterix facunda Hodges, 1978
- Cosmopterix feminella Sinev, 1988
- Cosmopterix fernaldella Walsingham, 1882
- Cosmopterix flava Sinev, 1986
- Cosmopterix floridanella Beutenmüller, 1889
- Cosmopterix fulminella Stringer, 1930
- Cosmopterix fuscella Sinev, 1988
- Cosmopterix galapagosensis Landry, 2001
- Cosmopterix ganymedes Koster, 2010
- Cosmopterix geminella Sinev, 1985
- Cosmopterix gemmiferella Clemens, 1860
- Cosmopterix gielisorum Koster, 2010
- Cosmopterix glaucogramma Meyrick, 1934
- Cosmopterix gloriosa Meyrick, 1922
- Cosmopterix gomezpompai Koster, 2010
- Cosmopterix gramineella Kuroko, 1987
- Cosmopterix hamifera Meyrick, 1909
- Cosmopterix harpalyke Koster, 2010
- Cosmopterix heliactis (Meyrick, 1897)
- Cosmopterix helike Koster, 2010
- Cosmopterix hermippe Koster, 2010
- Cosmopterix hieraspis Meyrick, 1924
- Cosmopterix himalia Koster, 2010
- Cosmopterix holophracta Meyrick, 1909
- Cosmopterix inaugurata Meyrick, 1922
- Cosmopterix infundibulella Sinev, 1988
- Cosmopterix ingeniosa Meyrick, 1909
- Cosmopterix inopis Hodges, 1962
- Cosmopterix interfracta Meyrick, 1922
- Cosmopterix io Koster, 2010
- Cosmopterix iocaste Koster, 2010
- Cosmopterix iphigona Meyrick, 1915
- Cosmopterix irrubricata Walsingham, 1909
- Cosmopterix isoteles (Meyrick, 1919)
- Cosmopterix isotoma Meyrick, 1915
- Cosmopterix issikiella Kuroko, 1957
- Cosmopterix jiangxiella Kuroko & Y.Q. Liu, 2005
- Cosmopterix karsholti Koster, 2010
- Cosmopterix kerzhneri Sinev, 1982
- Cosmopterix kurokoi Sinev, 1985
- Cosmopterix kuznetzovi Sinev, 1988
- Cosmopterix laetifica Meyrick, 1909
- Cosmopterix laetificoides Sinev, 1993
- Cosmopterix langmaidi Koster, 2010
- Cosmopterix latilineata Kuroko, 1987
- Cosmopterix lautissimella Amsel, 1968
- Cosmopterix lespedezae Walsingham, 1882
- Cosmopterix licnura Meyrick, 1909
- Cosmopterix lienigiella Zeller, 1846
- Cosmopterix ligyrodes Meyrick, 1915
- Cosmopterix longilineata Kuroko, 1987
- Cosmopterix longivalvella Kuroko & Y. Q. Liu, 2005
- Cosmopterix lummyae Koster, 2010
- Cosmopterix lungsuana Kuroko, 2008
- Cosmopterix luteoapicalis Sinev, 2002
- Cosmopterix lysithea Koster, 2010
- Cosmopterix macroglossa Meyrick, 1913
- Cosmopterix macrula (Meyrick, 1897)
- Cosmopterix madeleinae Landry, 2001
- Cosmopterix magophila Meyrick, 1919
- Cosmopterix manipularis Meyrick, 1909
- Cosmopterix maritimella Sinev, 1985
- Cosmopterix melanarches Meyrick, 1928
- Cosmopterix metis Koster, 2010
- Cosmopterix minutella Beutenmüller, 1889
- Cosmopterix mneme Koster, 2010
- Cosmopterix molybdina Hodges, 1962
- Cosmopterix montisella Chambers, 1875
- Cosmopterix mystica (Meyrick, 1897)
- Cosmopterix nanshanella Kuroko & Y.Q. Liu, 2005
- Cosmopterix navarroi Koster, 2010
- Cosmopterix neodesma Meyrick, 1915
- Cosmopterix nieukerkeni Koster, 2010
- Cosmopterix nishidai Koster, 2010
- Cosmopterix nitens Walsingham, 1889
- Cosmopterix nonna Clarke, 1986
- Cosmopterix nyctiphanes Meyrick, 1915
- Cosmopterix ochleria Walsingham, 1909
- Cosmopterix omelkoi Sinev, 1993
- Cosmopterix opulenta Braun, 1919
- Cosmopterix orichalcea Stainton, 1861
- Cosmopterix ornithognathosella Mey, 1998
- Cosmopterix orthosie Koster, 2010
- Cosmopterix oxyglossa Meyrick, 1909
- Cosmopterix pallifasciella Snellen, 1897
- Cosmopterix paltophanes Meyrick, 1909
- Cosmopterix panayella Mey, 1998
- Cosmopterix panopla Meyrick, 1909
- Cosmopterix pararufella Riedl, 1976
- Cosmopterix pentachorda Meyrick, 1915
- Cosmopterix phaeogastra Meyrick, 1917
- Cosmopterix phaesphora (Turner, 1923)
- Cosmopterix phyladelphella Sinev, 1985
- Cosmopterix phyllostachysea Kuroko, 1975
- Cosmopterix pimmaarteni Koster, 2010
- Cosmopterix plesiasta Meyrick, 1919
- Cosmopterix plumbigutella Kuroko, 1987
- Cosmopterix pocsi Sinev, 1988
- Cosmopterix praxidike Koster, 2010
- Cosmopterix pseudomontisella Sinev, 1988
- Cosmopterix pulchrimella Chambers, 1875
- Cosmopterix pustulatella Snellen, 1897
- Cosmopterix pyrozela Meyrick, 1922
- Cosmopterix quadrilineella Chambers, 1878
- Cosmopterix rhyncognathosella Sinev, 1985
- Cosmopterix rumakomi Kuroko, 1987
- Cosmopterix salahinella Chretien, 1907
- Cosmopterix saltensis Koster, 2010
- Cosmopterix sanctivincentii Walsingham, 1892
- Cosmopterix sapporensis (Matsumura, 1931)
- Cosmopterix scaligera Meyrick, 1909
- Cosmopterix schmidiella Frey, 1856
- Cosmopterix schouteni Koster, 2010
- Cosmopterix scirpicola Hodges, 1962
- Cosmopterix scribaiella Zeller, 1850
- Cosmopterix semnota Meyrick, 1914
- Cosmopterix setariella Sinev, 1985
- Cosmopterix sharkovi Sinev, 1988
- Cosmopterix sibirica Sinev, 1985
- Cosmopterix sichuanella Kuroko & Y.Q. Liu, 2005
- Cosmopterix similis Walsingham, 1897
- Cosmopterix sinelinea Hodges, 1978
- Cosmopterix spiculata Meyrick, 1909
- Cosmopterix splendens Sinev, 1985
- Cosmopterix subsplendens Sinev, 1988
- Cosmopterix tabellaria Meyrick, 1908
- Cosmopterix taygete Koster, 2010
- Cosmopterix teligera Meyrick, 1915
- Cosmopterix tenax Meyrick, 1915
- Cosmopterix tetragramma (Meyrick, 1915)
- Cosmopterix tetrophthalma Meyrick, 1921
- Cosmopterix thebe Koster, 2010
- Cosmopterix thelxinoe Koster, 2010
- Cosmopterix themisto Koster, 2010
- Cosmopterix thrasyzela Meyrick, 1915
- Cosmopterix thyone Koster, 2010
- Cosmopterix toraula Meyrick, 1911
- Cosmopterix transcissa Meyrick, 1914
- Cosmopterix trifasciella Koster, 2010
- Cosmopterix trilopha Meyrick, 1922
- Cosmopterix turbidella Rebel, 1896
- Cosmopterix vanderwolfi Koster, 2010
- Cosmopterix vexillaris Meyrick, 1909
- Cosmopterix victor Stringer, 1930
- Cosmopterix wongsirii Kuroko, 1987
- Cosmopterix xanthura Walsingham, 1909
- Cosmopterix xuthogastra Meyrick, 1910
- Cosmopterix yvani Landry, 2001
- Cosmopterix zathea Meyrick, 1917
- Cosmopterix zenobia Meyrick, 1921
- Cosmopterix zieglerella Hübner, 1810